# Рейган (Небраска)
Рейган (англ. Ragan) — селище (англ. village) в США, в окрузі Гарлан штату Небраска. Населення — 22 особи (2020).

## Географія
Рейган розташований за координатами 40°18′39″ пн. ш. 99°17′23″ зх. д. / 40.31083° пн. ш. 99.28972° зх. д. (40.310771, -99.289628).  За даними Бюро перепису населення США в 2010 році селище мало площу 0,66 км², уся площа — суходіл.

## Демографія
Згідно з переписом 2010 року, у селищі мешкало 38 осіб у 18 домогосподарствах у складі 10 родин. Густота населення становила 58 осіб/км².  Було 25 помешкань (38/км²).
Расовий склад населення:
| - 100,0 % — білих |

До двох чи більше рас належало 0,0 %. Частка іспаномовних становила 0,0 % від усіх жителів.
За віковим діапазоном населення розподілялося таким чином: 13,2 % — особи молодші 18 років, 68,4 % — особи у віці 18—64 років, 18,4 % — особи у віці 65 років та старші. Медіана віку мешканця становила 50,5 року. На 100 осіб жіночої статі у селищі припадало 81,0 чоловіків;  на 100 жінок у віці від 18 років та старших — 106,2 чоловіків також старших 18 років.
Середній дохід на одне домашнє господарство  становив 54 462 долари США (медіана — 61 000), а середній дохід на одну сім'ю — 60 264 долари (медіана — 62 000). За межею бідності перебувало 3,3 % осіб, у тому числі 0,0 % дітей у віці до 18 років та 5,9 % осіб у віці 65 років та старших.
Цивільне працевлаштоване населення становило 22 особи. Основні галузі зайнятості: сільське господарство, лісництво, риболовля — 36,4 %, роздрібна торгівля — 27,3 %, оптова торгівля — 18,2 %, освіта, охорона здоров'я та соціальна допомога — 13,6 %.